# A-1051
La  A-1051 es una autovía perteneciente la Red Complementaria de Carreteras de la Junta de Andalucía, que da acceso a Roquetas de Mar y Vícar con la autovía del Mediterráneo (A-7), como alternativa al actual acceso por la A-391. Esta carretera tiene 10 kilómetros de largo. El presupuesto total fue de unos 50 millones de euros. La construcción concluyó a finales de 2017.

## Recorrido
Es una vía de gran capacidad que rodea Roquetas de Mar por el Oeste, reorganizando el tráfico hacia la A-7, la carretera de Alicún, la barriada de Las Losas y Las Hortichuelas y redirigiendo el tráfico de largo recorrido con destino a las playas y urbanizaciones del sur de Roquetas, sin pasar por la población.

## Tramos
| Denominación | Tramo                                                         | Año servicio | km  |
| ------------ | ------------------------------------------------------------- | ------------ | --- |
| A-1051       | A-7 -El Parador de las Hortichuelas                           | 2006         | 2,3 |
| A-1051       | El Parador de las Hortichuelas-Polígono Industrial La Algaida | 2016         | 2,5 |
| A-1051       | Polígono Industrial La Algaida-Marín                          | 2017         | 4   |
| A-1051       | Marín- A-1057R4 Roquetas de Mar (sur)                         | 2017         | 1,5 |